# Siegmar Henker
Siegmar Henker (* 1942 in Bobenheim; † 29. Oktober 2009 in Bobenheim-Roxheim) war ein deutscher Sportschütze.

## Werdegang
Bis zu einem Arbeitsunfall 1971 arbeitete Henker als Maschinenschlosser. Seit dem Unfall war er querschnittgelähmt.
Henker war seit 1973 im Behindertensport aktiv, zunächst als Leichtathlet in den Disziplinen Diskus und Speerwurf. Später verlegte er sich auf den Schießsport und das Bogenschießen. Insgesamt trat er bei sechs Paralympics für die deutsche Nationalmannschaft an.
Insgesamt holte Henker bei den Paralympics zwölf Mal Gold, neun Mal Silber und zweimal Bronze.

## Ehrungen
- Silbernes Lorbeerblatt[4][2]
- Verdienstmedaille des Landes Rheinland-Pfalz[2]
- Ehrenring der Gemeinde Bobenheim-Roxheim[2]
- Sportler des Jahres 1984 im Rhein-Pfalz-Kreis[5]